# Рудолф Гуна
Рудольф Гуна (словац. Rudolf Huna; нар. 27 травня 1980, Ліптовський Мікулаш, Чехословаччина) — словацький хокеїст.

## Ігрова кар'єра
Рудольф почав кар'єру хокеїста в своєму рідному місті в молодіжній складі клубу «Ліптовски Мікулаш», за першу команду дебютував в Словацькій Екстралізі в сезоні 1997/98, кольори клубу він захищав до 2004 року, ще до кінця сезону 2003/04 переїхав до Росії, де виступав за «Нафтохімік» (Нижньокамськ) у чемпіонаті Росії. Наступний сезон почав знову у складі ХК «Ліптовски Мікулаш», відіграв 44 матчі в яких набрав 37 очок (18 + 19), кінцівку сезону провів також у другому дивізіоні чемпіонату Швеції Хокей-Аллсвенскан за клуб «Лександ» ІФ — 6 матчів в регулярному чемпіонаті, набрав 6 очок (3+3) та ще 10 матчів у плей-оф, набрав 3 очки (2 + 1). Весь наступний сезон провів в Чеській Екстралізі, де грав за клуб «Оцеларжи» (Тршинець) — 45 матчів в яких набрав 18 очок (8 + 10) та 3 матчі в плей-оф, закинув дві шайби. В сезоні 2006/07, Рудольф виступає в чемпіонаті Німеччині (Німецька хокейна ліга) за «Фюше Дуйсбург», втім, кінцівку сезону проводить у клубі «Кошиці», в складі якого став чемпіоном Словаччини, у сезоні 2008/09. Наступного сезону Гуна зі своїм клубом вдруге стає чемпіоном Словаччини.
У липні 2010 року Рудольф покинув «Кошиці» і перейшов в Трактор (Челябінськ) (Континентальна хокейна ліга), але весь час перебував у запасі. У цьому ж такі році переходить до чеського клубу ХК «Вітковіце», провів в регулярному чемпіонаті 52 матчі, набрав 37 очок (18 + 19), ще 16 матчів зіграв у плей-оф, закинув дві шайби. У 2011 році укладає контракт з нещодавно створеної командою КХЛ «Лев» (Попрад), після проведеного сезону у її складі Хуна повертається до ХК «Вітковіце», в якому виступає і в даний час.

## Виступи за збірну
В складі національної збірної провів 2 матчі, закинув 5 шайб.

## Нагороди та досягнення
- 2009 Чемпіон Словаччини у складі ХК «Кошице».
- 2009 У складі усіх зірок Словацької Екстраліги.
- 2010 Чемпіон Словаччини у складі ХК «Кошице».
- 2010 У складі усіх зірок Словацької Екстраліги.